# Verb-Objekt-Subjekt
In der Sprachtypologie sind VOS-Sprachen (Verb Objekt Subjekt) diejenigen Sprachen, in denen Verb, Objekt und Subjekt im Normalfall in dieser Reihenfolge auftreten.
Die VOS-Satzform gehört insgesamt zu den seltenen Typen; in der Datenbank des World Atlas of Language Structures gehören in einer Stichprobe von 1377 Sprachen 25 zum Typ VOS (also 1,8 %). VOS ist allerdings in relativ vielen austronesischen Sprachen anzutreffen, wie z. B. Malagasy, Alt-Javanisch, Toba Batak und Fidschianisch. Daneben findet sich diese Satzform auch in Maya-Sprachen wie z. B. Tzotzil – welche allerdings Ergativsprachen sind, so dass die Bestimmung eines Subjekts mit Schwierigkeiten verbunden ist.